# Centorisoma flavum
Centorisoma flavum är en tvåvingeart som beskrevs av Nartshuk 1965. Centorisoma flavum ingår i släktet Centorisoma och familjen fritflugor. Inga underarter finns listade i Catalogue of Life.